# スージー・サマーオール・ワイルズ
スージー・サマーオール・ワイルズ（英語: Susan Summerall Wiles, 1957年5月14日 - ）は、アメリカ合衆国の選挙コンサルタント。現在、第2次トランプ政権における大統領首席補佐官（第32代）。ドナルド・トランプの2024年大統領選挙運動では共同議長を務めた。同職に女性が起用されるのはこれが初となる。

## 来歴
スーザン・サマーオールは1957年5月14日、父パット・サマーオールと母キャシー・サマーオールの3人の子供の一人としてニュージャージー州にて生まれた。パットはアメリカンフットボールの選手であり、ナショナル・フットボール・リーグ(NFL)でプレースキッカーとしてプレーした後にスポーツ解説者となり、スーパーボウルの中継を16回担当しているが、これは最高記録である。
ワイルズはホーリー・エンジェルズ・アカデミーを1975年に卒業。また、メリーランド大学カレッジパーク校を卒業し、英語学の学士号を取得した。

### 政治との関わり
1979年、ワイルズはジャック・ケンプ下院議員のアシスタントとして働き始める。1980年には同年の大統領選挙におけるロナルド・レーガン陣営の選挙運動にスケジューラーとして関わった。
1990年代には、当時ジャクソンビル市長を務めていたジョン・ディレイニーのチーフスタッフを務めほか、ティリー・ファウラー下院議員の元でも働いた。
2004年から2009年まで、ジャクソンビル市長ジョン・ペイトンの顧問を務めた。2010年のフロリダ州知事選挙では、ワイルズが実業家リック・スコットの当選に貢献したと評価された。スコットは当時、それまでフロリダ共和党とのつながりがほとんどなく、部外者と見做されていた。
2011年1月、ワイルズはジョン・ハンツマン・ジュニア前ユタ州知事の大統領選挙活動のマネージャーに起用された。ハンツマン陣営では、NFLチームのジャクソンビル・ジャガーズに所属していたトニー・ボセリとともにポンテベドラ・ビーチを拠点とするコンサルティング会社を立ち上げた。ワイルズは2011年7月にハンツマン陣営の選挙活動から抜けている。
ワイルズはまた、フロリダ州タラハシーを拠点とするロビイング会社バラード・パートナーズを10年近く経営していたが、2019年9月に『しつこい健康問題』を理由に退社した。

### ドナルド・トランプに仕える
2016年大統領選挙では、ワイルズはフロリダ州でトランプ陣営の作戦を指揮していた。2018年のフロリダ州知事選挙では、トランプより自分の代理として共和党のロン・デサンティス候補の知事選挙を助けるよう任命されたと伝えられている。デサンティスは知事選挙に当選し、勝利演説ではワイルズを業界最高と評している。ワイルズはトランプの再選がかかった2020年大統領選挙を手伝うことになっていたが、ポリティコの報道によれば、ワイルズとトランプの関係はデサンティスの強い要請により断ち切られたという。党内に自分の同盟者を確保したいデサンティスの目論見であったが、このことで激戦州におけるトランプの選挙活動は後退したと見做されている。ワイルズは後に、デサンティスの元で働いたことを自身のキャリア全体の中でも最大の過ちだったと述べている。同選挙でトランプは落選した。
2021年3月、ワイルズはトランプ陣営の政治活動委員会(PAC)『セーブ・アメリカ』のCEOに選ばれた。2021年4月、ポリティコはワイルズをトランプワールドの新しいトップと評し、彼女が2020年大統領選挙のマネージャーであったビル・ステピアンや主要補佐官であるジャスティン・R・クラークに対して権限を行使することになると指摘した。彼女のリーダーシップの下、セーブ・アメリカPACはトランプに対する法的手続きに関連しているトランプ陣営の複数の現職・元職員の弁護士費用を負担した。
2022年8月には、ワイルズは2022年の中間選挙や2024年の大統領選挙におけるトランプ陣営の事実上の参謀役である評された。ワイルズは実業家ピーター・ティールらと共に、2022年のアリゾナ州上院選挙にてブレイク・マスターズを支持するようトランプに働きかけたが、彼は落選した。
2024年大統領選挙運動の最後の数カ月、トランプは顧問のコリー・ルワンドウスキーとの口論の後、ワイルズとクリス・ラシヴィタが選挙活動を仕切っていると改めて表明した。2024年、ポリティコと英紙ガーディアンは、ワイルズが自らを穏健派の共和党員だと述べていると報じている。
2024年大統領選挙でドナルド・トランプは返り咲き当選を果たし、その2日後にワイルズは次期トランプ政権における大統領首席補佐官に指名されたことが発表された。

## 人物
ワイルズは共和党のコンサルタントであるラニー・ワイルズと結婚し、1985年にフロリダ州ジャクソンビル郊外のポンテベドラ・ビーチに移り住んだ。夫婦は2017年に離婚している。2024年末の時点で2人の娘と孫が1人がおり、米国聖公会に属している。
父方の先祖は江戸時代末期に日本に開国を迫ったマシュー・ペリー提督に連なり、スーザン・ワイルズ自身も「氷の女」の異名を持つ。